# Christa Pike
Christa Gail Pike (n. 10 de marzo de 1976) es una asesina convicta estadounidense y la mujer más joven en ser sentenciada a muerte en los Estados Unidos durante el período posterior a Furman. Tenía 20 años cuando fue condenada por tortura y asesinato cometidos a la edad de 18.
Pike vivió una vida atribulada. Ella estuvo en el Cuerpo de Trabajo, un programa de gobierno apuntado en ayudar a la juventud con bajos ingresos y ofrecerles carrera y formación vocacionales en Knoxville, Tennessee. Pike se enamoró de un hombre joven llamado Tadaryl Shipp. Juntos practicaban ocultismo y adoración de diablo.

## Crimen
Pike se puso celosa de Colleen Slemmer, de 19 años, ya que pensaba que estaba tratando de "robarle" a su novio; amigos de Slemmer negaron las acusaciones. Junto con su amiga Shadolla Peterson, de 18 años, Pike planeó atraer a Slemmer a una planta de vapor abandonada y aislada cerca del campus de la Universidad de Tennessee.
El 12 de enero de 1995, Pike, Shipp, Peterson y Slemmer salieron del dormitorio y se dirigieron al bosque, donde le dijeron a Slemmer que querían hacer las paces ofreciéndole un poco de marihuana. Al llegar al lugar aislado, Slemmer fue atacada por Pike y Shipp mientras Peterson actuaba como vigía. Según un testimonio judicial posterior, durante los siguientes treinta minutos, Slemmer fue objeto de burlas, golpes y cortes, y le tallaron un pentagrama en el pecho. Finalmente, Pike aplastó el cráneo de Slemmer con un gran trozo de asfalto, matándola. Pike se quedó con un trozo del cráneo de su víctima.
Pike comenzó a exhibir el trozo de cráneo en la escuela y, en treinta y seis horas, los tres fueron arrestados. El libro de registro mostró que los cuatro se fueron juntos y solo tres regresaron. Los detectives encontraron el trozo de cráneo en el bolsillo de la chaqueta de Pike. Se registraron las habitaciones de los sospechosos y se encontró una copia de la Biblia satánica en la de Shipp. Poco después de su arresto, Pike confesó a la policía la tortura y el asesinato de Slemmer, pero insistió en que simplemente estaban tratando de asustarla y se salió de control.

## Juicio y condena
Había muchas evidencias y una confesión. Pike fue acusada de asesinato y conspiración para cometer asesinato. El 22 de marzo de 1996, después de sólo unas cuantas horas de deliberación, Pike fue encontrada culpable de todos los cargos. El 30 de marzo de 1996, Christa Pike fue sentenciada a la pena de muerte por electrocución en la silla eléctrica por el cargo de asesinato y 25 años en prisión por el cargo de conspiración. Shipp recibió una condena a cadena perpetua con la posibilidad de libertad condicional en 2028. Peterson, quien colaboró como informante, recibió libertad condicional por declararse culpable de ser cómplice después del hecho.

## Apelación de condena
Pike ha intentado apelar su sentencia varias veces pero siempre se le han denegado sus peticiones.

## Intento de escape
En marzo de 2012 se reveló que Pike había realizado un intento de evadirse de la prisión.